# 山口眞司
山口 眞司（やまぐち しんじ、1956年7月11日 - ）は、日本の俳優。身長176cm。体重67kg。演劇集団 円所属。旧芸名は山口 真司。
埼玉県出身。芝浦工業大学建築工学科卒。

## 出演

### 舞台
- 赤ずきんちゃんの森の狼たちのクリスマス
- アフリカの太陽 - 男
- 雨空
- インマヌエル
- 枝の上の白色レグホン - 中年男性
- オデュッセウスの涙
- おばけリンゴ
- 海神別荘
- 舵
- かどで
- 危険な曲がり角
- King of Kings
- 栗原課長の秘密基地
- 黒浜沼の河童
- ここに人あり
- コリオレイナス
- 職員室の午後
- ゼロの広場から
- 千年の夏
- その人ではありません
- その人を見た
- タイタス・アンドロニカス
- 卵の中の白雪姫
- 誰?
- 小さなエイヨルフ
- 宙をつかむ
- と、名のる男
- 嘆きと悲しみは逃げさる
- 夏の夜の夢
- 猫町
- 眠れる森の美女
- 野に咲く花をめざして
- 場所と思い出
- ハムレットQ1
- ハムレットの楽屋 - 明転
- バラバかイエスか
- 光る時間
- ピサロ
- ふりだした雪
- ホームカミング
- 星を見た男たち
- ポンコツ車のレディ
- マクベス
- まちがいつづき
- まどさんのまど
- マリアよ
- ミステリークラブ殺人事件
- 見よ、あの星を
- メリーさんの羊
- モービィ・ディック
- 木曜日の女たち
- 野がも
- 夜叉ヶ池
- ユビュ王
- よろこんで、羊がかえってきた
- 錬金術師
- ローズマリーにようこそ
- 我が師・我が街
- 最後の面会[3]

### テレビドラマ
- 愛と復讐の海
- OUT〜妻たちの犯罪〜
- あぐり
- あさひが丘の大統領
- 和泉教授夫妻シリーズ1
- 内田康夫サスペンス 鬼刑事と車椅子の少女 ドクターブライダル（テレビ東京、2013年） - 長田淳一 役
- 梅ちゃん先生
- ウルトラマンネクサス - 斎田リコの父
- 大原麗子没後3年ドラマスペシャル 女優 麗子〜炎のように - 岡田惣一 役
- 女三人乱れ咲き! 氷川きよし追っかけツアー殺人事件
- おんなの家
- 女無宿人 半身のお紺
- 家栽の人
- 監察医・篠宮葉月 死体は語る11 - 鑑識課員・佐藤
- 監察医・室生亜季子11
- 鑑定人・神崎竜治2
- キイナ〜不可能犯罪捜査官〜 - 捜査員
- 気まぐれ本格派
- 君たちがいて僕がいる1
- 銀狼怪奇ファイル - 染谷
- 雲霧仁左衛門 - 桶屋の安太郎
- 九門法律相談所5、9 - 山沢史朗 ほか
- 鞍馬天狗
- 刑事・野呂盆六2 - 吉田刑事
- 検察官 沢木穂乃歌2 悪の断層
- さらば女ともだち
- 30億円ダイヤ強奪!
- 事件記者・三上雄太1
- 信濃のコロンボ事件ファイル
- 指名手配
- 小京都ミステリー3
- スシ食いねェ!
- 雪冤
- その木戸を通って
- 第三の女
- 妻と夫の交差点
- 時々おとなも迷々
- Dr.検事モロハシ
- 轟法律事務所 見えない絆
- 夏家族
- 熱血かあさん事件簿2
- 眠れる森の熟女
- はぐれ刑事純情派（1999年） - 青木良夫 役
- はぐれ刑事純情派（2000年） - 三好啓太 役
- はぐれ刑事純情派（2002年） - 室田伸二 役
- はぐれ刑事純情派（2003年） - 谷口史郎 役
- はね駒
- 母になれない女
- 母も娘も
- パンドラIII 革命前夜
- 100の資格を持つ女〜ふたりのバツイチ殺人捜査〜3
- 不死鳥
- 冬の蛍
- ベビーシッター殺人事件
- ポケットから愛
- 坊ちゃん教授の事件簿3
- 炎立つ 第三部 - 千葉胤頼
- 曲り角
- また逢う日まで
- 松本清張サスペンス・黒い空
- 松本清張 強き蟻
- 松本清張特別企画・黒い画集〜紐
- 聖母モモ子の受難
- 息子殺し
- 迷探偵記者羽鳥雄太郎と駆け出し女刑事シリーズ2
- ヤマ勘記者の事件日誌1
- 横山秀夫サスペンス1
- 世にも奇妙な物語
- 龍馬伝 - 松平忠優
- 私を深く埋めて

### 映画
- ビルマの竪琴（1985年） - 高井一等兵 役
- 海と毒薬（1986年）
- 映画女優（1987年） - 現像する若い男 役
- 式部物語（1990年）
- 天河伝説殺人事件（1991年） - 水上和春 役
- プロゴルファー織部金次郎（1993年）
- 四十七人の刺客（1994年） - 潮田又之丞 役
- ユメノ銀河（1997年）
- 五条霊戦記 GOJOE（2000年）
- その木戸を通って（2008年）
- 風邪

### CM
- JR北海道
- 丸大食品 うす塩

### ラジオドラマ
- 六角形の小部屋（1995年）
- 移動都市（2010年） - 語り手